# Martin (Washington)
Martin az Amerikai Egyesült Államok északnyugati részén, Washington állam Kittitas megyéjében elhelyezkedő önkormányzat nélküli település.
A régióban már az 1920-as évek elején is üzemeltek sípályák.

## Történet
A Northern Pacific Railway 1873 és 1884 között a Cascade-hegységben építendő vasútvonal lehetséges nyomvonalát vizsgálta. A Stampede-alagút kivitelezéséhez Nelson Bennettet bízták meg. Az első kocsi építőanyag 1886. február 1-jén hagyta el Yakimát; mivel útközben a növényzet ritkítása és ideiglenes utak építése is szükséges volt, a szállítmány csak hónapokkal később érkezett meg. A Tunnel City névre keresztelt településen először fűrésztelepet, lakóházakat, istállókat, műhelyet, raktárakat, kórházat, éttermet és szalont építettek, továbbá megnyílt a vasútállomás is. Az alagút kivitelezése 200 munkás részvételével 1886 és 1888. május 14-e között zajlott.
Martin nevét a közeli Martin-patakról kapta. A helyi postahivatal 1892 és 1902 között működött. 1928-ban már csak a vasútállomás és néhány lakóház állt.
A településen 1934 és 1956 között egy tűztorony állt. 1949. február 15-én éjszaka 91 centiméter hó hullt, melynek eltakarításán 124-en dolgoztak.

### Vasút
1960 áprilisában a vasúttársaság leállította az erre közlekedő személyvonatokat. 1963-ban az állomást automatizálták, 1964 nyarán pedig az épületet és a hozzá kapcsolódó létesítményeket elbontották.
1983-ban a BNSF felfüggesztette a Stampede-alagúton keresztüli forgalmat, azonban 1996. december 5-én a vonatokat újraindították.
2019-ben a hosszabb terményvonatok közlekedtetéséhez a településen jelzőtornyot állítottak.

## Fordítás
Ez a szócikk részben vagy egészben  a   Martin, Washington című angol Wikipédia-szócikk ezen változatának fordításán alapul.  Az eredeti cikk szerkesztőit annak laptörténete sorolja fel. Ez a jelzés csupán a megfogalmazás eredetét és a szerzői jogokat jelzi, nem szolgál a cikkben szereplő információk forrásmegjelöléseként.